# Ortal
Ortal, artistnamn för Marie Ortal Malka född 1985 i Israel, är en sångerska med israeliska och berbiska rötter. 
År 2000 flyttade hon till Spanien och blev medlem i musikgruppen Gipsy Sound. Hon representerade Frankrike i Eurovision Song Contest 2005 i Kiev med bidraget Chacun Pense à Soi. Det var då det första franska bidraget sedan 1998 som inte var en ballad. Efter omröstningen slutade bidraget med elva poäng på 23:e plats av 24 tävlande.